# Adrián Pablo Fanjul
Adrián Pablo Fanjul (1963) é um linguista argentino conhecido por suas pesquisas comparativas sobre o português e o espanhol na América do Sul. É professor livre-docente da Faculdade de Filosofia, Letras e Ciências Humanas da Universidade de São Paulo, da qual também é diretor desde setembro de 2024.